# Dados semiestruturados
Os dados semiestruturados são uma forma de dado estruturado que não está de acordo com a estrutura formal dos modelos de dados associados com bancos de dados relacionais ou outras formas de tabelas de dados, mas que contém tags ou outros marcadores para separar elementos semânticos e impor hierarquias de registros e campos dentro dos dados.
Em um banco de dados semiestruturado, as informações são guardadas e manipuladas na forma de XML, por exemplo, ao invés de tabelas.

## Tipos
O XML e outras linguagens estruturadas, email e EDI são formas de dados semiestruturados. OEM (Object Exchange Model) foi criada antes do XML como um meio de auto-descrição para uma estrutura de dados.